# Dr. Caligari
A Dr. Caligari (eredeti cím: Das Cabinet des Dr. Caligari) egy forradalmian új stílusú 1920-as német némafilm Robert Wiene rendezésében, Hans Janowitz és Carl Mayer forgatókönyve alapján. A film az egyik legkorábbi, legnagyobb hatású és legelismertebb német expresszionista film.
1958-ban a brüsszeli világkiállításon a világ tizenkét legjobb filmje közé szavazták.

## Cselekmény
A film az őrült Dr. Caligariról és hűséges alvajáró szolgájáról, Cesaréről szól. A párost több, a német hegyekbeli Holstenwall falujában történt gyilkossággal is kapcsolatba hozzák. A film az egyik legkorábbi példája a „történet a történetben” technikának, az eseményeket Francis elbeszélésében mutatja be. A narrátor, Francis és barátja, Alan megtekintik a falu karneválját, ahol észreveszik Dr. Caligarit és az alvajáró Cesarét, akit az orvos látványosságként mutat be. Caligari azzal kérkedik hogy Cesare bármilyen kérdést meg tud válaszolni. Amikor Alan megkérdezi tőle, hogy mennyi van hátra az életéből, Cesare azt mondja, hogy másnap pirkadatkor meg fog halni, és a jóslat valóra is válik.
Francis, barátnőjével Jane-nel elkezd kutatni Caligari és Cesare után, aminek eredményeképp Cesare elrabolja Jane-t. Caligari megparancsolja Cesarének, hogy ölje meg Jane-t, de a hipnózis alatt álló szolga megkönyörül Jane-en, akinek szépsége elbűvöli. Cesare elhurcolja Jane-t, aminek következtében a falu lakossága üldözőbe veszi. Francis kideríti, hogy „Caligari” valójában a helyi őrültek házának az igazgatója, és hogy megszállottja egy középkori történetnek, amelyben egy Dr. Caligari nevű egyén egy alvajárót használt gyilkosságaihoz.
Cesare az üldözésben meghal, és a falubeliek rájönnek, hogy Caligari Cesare bábuhasonmását használta Francis eltérítésére. Miután Caligarit szembesítik asszisztense halálával, teljesen összeomlik, és felfedi mániáját, ami után bezárják saját elmegyógyintézetébe.
A csavaros befejezésből kiderül, hogy Francis visszaemlékezése valójában fantázia. A férfi, akiről azt állítja, hogy Caligari, igazából elmegyógyintézetbeli orvosa, aki Francis lecsillapítását követően kijelenti, hogy meg tudja gyógyítani őt.

## Stílus és utóélet
A Dr. Caligari című filmet 1920. február 26-án mutatták be a berlini „Marmorhaus” filmszínházban. A film a szokatlan, újszerű stílusa miatt lett híres: festett és épített díszleteket kombinált kontrasztokban gazdag megvilágítással és festett fénnyel és árnyékokkal, amiért gyakran az expresszionista film mintapéldányának nevezik. A film díszleteit Walter Reimann, Hermann Warm és Walter Röhrig tervezte, és a Decla-Bioscop nevű német filmgyártó vállalat műtermében készítették el Neubabelsbergben, amely napjainkban Babelsberg Stúdió néven üzemel Potsdamban.
A Dr. Caligari által megteremtett filmművészeti stílust időnként caligarizmusként is emlegetik. Sikere nagyban hozzájárult a német film elismertségéhez az első világháború után, és jelentős mértékben meghatározta annak „imázsát”. A filmet 1933-ban betiltották, és 1937-ben része lett az Entartete Kunst címmel megrendezett náci propagandakiállításnak. Manapság a Dr. Caligarinak, akárcsak általában a két világháború közötti évek német expresszionizmusának, nagy filmtörténeti jelentőséget tulajdonítanak. Különösen a fantasztikus filmre volt nagy befolyással.
1962-ben Roger Kay rendezésében elkészült a film új változata The Cabinet of Caligari címmel. Cselekménye nagy vonalakban az eredetit követi.
A Dr. Caligari sok eleme visszaköszön Terry Gilliam Doctor Parnassus és a képzelet birodalma (The Imaginarium of Doctor Parnassus) című filmjében. Tim Burton korai filmjeiben számos utalást találunk Rober Wiene remekművére. A Dr. Caligari volt az előképe a Red Hot Chili Peppers Otherside című dalából készült videoklipnek is a Californication albumról, akárcsak a Heaven 17 együttes Temptation című klipjének.
1987-ben jelent meg Anton Kaes könyve Deutschlandbilder. Die Wiederkehr der Geschichte als Film címmel. 2009-ben publikálta Shell Shock Cinema című könyvét. Kaes arról értekezik, hogy a weimari köztársaság filmművészetét nagyban befolyásolták a háború borzalmai és a háborús vereség kollektív sokkhatása. Például hozza fel a Dr. Caligarin kívül a Nosferatu (1922), A Nibelungok (1924) és a Metropolis (1925/26) című filmeket. (Lásd még: Filmtörténet.)

## Siegfried Kracauer értelmezése
Siegfried Kracauer a Caligaritól Hitlerig: a német film történetéhez (1947) című nagy hatású könyvében szociálpszichológiai párhuzamot vont a film cselekménye és a feltörekvő nemzetiszocializmus között. Caligari a weimari filmművészet ama zsarnok-figuráinak egyikeként jelenik meg, akik egy kollektív pszichés diszpozícióra utalnak, akik tudat alatt megelőlegezik és részben kívánják is a későbbi fejleményeket. A Janowitz és Mayer forgatókönyvéhez a rendező, Robert Wiene által hozzátoldott kerettörténetet Kracauer a politikai elfojtás aktusaként értelmezte, mert az a film állítólagos intencióját az ellentétébe fordította át: az őrült és az egészséges szerepének megfordításával újra megerősítést nyert az autoritás dr. Caligari alakjában. Kracauer ezt írja: „Janowitz és Mayer nagyon jól tudta, miért küzd oly elkeseredetten a kerettörténet ellen: az ugyanis eltorzította eredeti szándékukat, sőt az ellentétébe fordította át. Míg az eredeti cselekmény a tekintélyvágyban benne rejlő őrületet leplezte le, addig Wiene Caligarija a tekintélyt magasztalta, és annak ellenzőit tekintette őrülteknek. Egy forradalmi film ilyen módon konformista filmként valósult meg.”
Kracauer itt azokra a feljegyzésekre támaszkodott, amelyeket Hans Janowitz a harmincas évek végén amerikai emigrációjában írt, és amelyekben azt állította, hogy Caligari alakja az első világháborúban vereséget szenvedett német császárság vezetőit jelképezte, míg Cesare a gyilkosságokba belehajszolt alattvalók jelképes figurája volt. A keletkezéstörténetnek ezt a változatát azonban a filmtörténészek újabban kétségbe vonják: nagy valószínűséggel Janowitz utólagos értelmezéséről és misztifikációjáról van szó.
A legendák körébe tartozhat az az állítás is, mely szerint az eredetileg rendezőnek kiszemelt Fritz Lang a felelős a kerettörténetért. Lang úgy nyilatkozott, hogy azért javasolta a kezdő jelenetet, hogy a néző könnyebben elfogadja a film szokatlan esztétikáját. A végső fordulatot azonban biztosan nem lehet az ő számlájára írni. És Janowitz későbbi állításaival ellentétben már az eredeti forgatókönyv is tartalmazott kerettörténetet.

## Restaurálások

### ZDF (1983)
A film első felújítását 1980-ban végezték. Ebben az 1921-es második változaton alapuló filmben csak a feliratokat cserélték ki az 1920-as első változat felirataira. Ezt a fekete-fehér filmet Peter Michael Hamel újonnan komponált kísérőzenéjével 1983. május 15-én vetítette a ZDF televízió.

### Bundesarchiv (1984)
1983/1984-ben készült el a film színes rekonstrukciója a szövetségi levéltár filmarchívumában (73 perc, ősbemutató 1984. február 11-én a düsseldorfi Filmforumban). Ezt a változatot Giuseppe Becce zenéjével 1988. december 5-én bemutatta a Radiotelevisione Svizzera televízió, majd pedig Rainer Viertlböck és Michael Hornstein új zenéjével az Arte tévé 1994. június 1-én.

### Murnau-Stiftung (2014)
A szövetségi levéltár filmarchívumában őrzött kameranegatív alapján a Friedrich Wilhelm Murnau Alapítvány digitálisan restaurált, nagy felbontású, 4K-változatot készített.
A digitális képrestaurálást a bolognai L’Immagine Ritrovata – Film Restoration & Conservation végezte 2012–2013-ban. A kameranegatívból hiányzó első felvonást különböző kópiák segítségével állították helyre. További 67 beállításban kellett hiányzó képeket pótolni a nemzetközi filmarchívumokban fennmaradt korabeli kölcsönzési kópiákból. Mivel a német kölcsönzési kópia nem maradt fenn, az eredeti virazsírozás rekonstrukcióját két latin-amerikai nitrokópia alapján végezték. Ez a két kópia számít a film legkorábbi kópiáinak, és most a Düsseldorfi Filmmúzeumban, illetve a Cineteca di Bolognában őrzik őket. A feliratozást a kameranegatív és a Deutsche Kinemathek 1935-ös 16 mm-es kópiája alapján készítették.
A ZDF és az Arte megbízásából John Zorn New York-i zeneszerző és multi-instrumentalista zenész új zenét írt a filmhez, amelyet 2014. február 9-én, a 64. Berlinale során a Berlini Filharmonikusok Karl Schuke-orgonáján elő is adott. A film restaurált, 75 perces változatát az élőben felvett zenével együtt 2014. február 12-én sugározta az Arte. A wiesbadeni Film- és Médiaértékelő a „különösen értékes” osztályzattal látta el ezt a változatot.
A Babylon Orchester Berlin, a berlini Babylon mozi zenekara számára a film százéves jubileuma alkalmából új filmzene készült a Murnau-alapítvány által restaurált változathoz. A zene nagy részét Giuseppe Becce komponálta, a hangszerelést Hans Brandner és Marcelo Falcão végezte.

## Szereplők
- Dr. Caligari – Werner Krauss
- Cesare – Conrad Veidt
- Francis – Friedrich Fehér
- Jane Olsen – Lil Dagover
- Alan – Hans Heinrich von Twardowski
- Dr. Olsen – Rudolf Lettinger